# The Bridge (빌리 조엘의 음반)
《The Bridge》(더 브리지)는 1986년 7월 28일에 발매된 미국의 싱어송라이터 빌리 조엘의 열 번째 스튜디오 음반이다. 이 음반은 필 라몬이 프로듀싱한 마지막 스튜디오 음반이자 빌리 조엘과 오랫동안 활동한 더그 스테크마이어와 리듬 기타리스트 러셀 자버스가 참여한 마지막 음반이다. 이 음반은 〈A Matter of Trust〉 (10위), 〈Modern Woman〉 (그것은 또한 10위를 정점으로 영화 《골치 아픈 여자》 사운드트랙에 등장했다.), 그리고 〈This Is the Time〉 (18위)을 포함한 몇 개의 성공적인 싱글곡들을 내놓았다.
조엘은 1985년에 자신의 주요 영향 중 두 가지(레이 찰스와 스티브 윈우드)가 게스트로 참여했던 음반 작업을 시작했다. 찰스는 조엘과 함께 〈Baby Grand〉에서 듀엣을 불렀고 윈우드는 〈Getting Closer〉로 해먼드 오르간을 연주했다. 이 음반에 게스트로 참여했던 다른 유명한 음악가들에는 재즈 음악가 론 카터와 마이클 브레커가 있는데, 그는 둘 다 재즈 트랙인 〈Big Man on Mulberry Street〉에 참여했다.
이 음반에는 또한 뉴 웨이브에 영향을 주었다. 예를 들어, 첫 번째 곡인 〈Running on Ice〉은 더 폴리스의 음악에 크게 영향을 받았고, 〈Modern Woman〉은 휴이 루이스 앤 더 뉴스의 스타일을 많이 빌린다. 음반의 마지막 곡인 〈Code of Silence〉는 백 보컬을 기여하고 가사를 공동 집필한 신디 로퍼가 참여했고 조엘은 1986년 음반 《True Colors》의 로퍼의 곡 〈Maybe He'll Know〉에 백 보컬을 바꿈으로써 호평을 받았다.

## 곡 목록
빌리 조엘이 작곡한 모든 노래는 조엘과 신디 로퍼가 작곡한 〈Code of Silence〉를 제외한 것이다.
Side one
1. "Running on Ice" – 3:15
2. "This Is the Time" – 4:59
3. "A Matter of Trust" – 4:09
4. "Modern Woman" – 3:48
5. "Baby Grand" (레이 찰스와 듀엣) – 4:02

Side two
1. "Big Man on Mulberry Street" – 5:26
2. "Temptation" – 4:12
3. "Code of Silence" (신디 로퍼의 백 보컬) – 5:15
4. "Getting Closer" – 5:00